# Quixeré
Quixeré este un oraș în statul Ceará (CE) din Brazilia.